# Hästskonjure

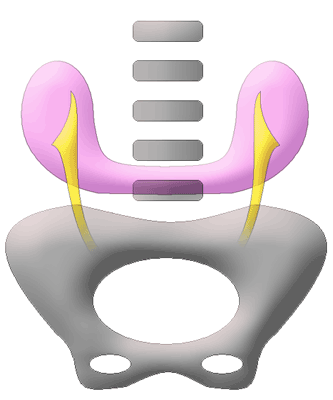
Hästskonjure (rosa).

Vid hästskonjure (latin: ren arcuatus) föreligger en sammansmältning av njurarna kaudalt till en U-formad oparig njure. De två nedre ändarna på njurarna växer samman under fosterstadiet och bildar formen av en hästsko. Denna missbildning ger inte upphov till några problem utan brukar upptäckas vid operationer för andra problem.    